# Panikonographie
Als Panikonographie oder Gillotage bezeichnet man ein von Firmin Gillot in Paris 1850 erfundenes Verfahren, um mittels Ätzung Hochdruckplatten aus Zink für die Buchdruckpresse herzustellen. Bei diesem Verfahren erfolgt die so genannte Strichätzung fotomechanisch, wobei die zeichnungsfreien Stellen chemisch oder elektrolytisch vertieft werden.
Siehe auch: Zinkätzung